# 독립기념일 (우즈베키스탄)
독립기념일(우즈베크어: O'zbekiston Respublikasi Mustaqilligi kuni)은 9월 1일 우즈베키스탄에서 기념하는 국경일로, 독립기념일에는 타슈켄트에서 주로 불꽃놀이, 음악회, 대회, 열병식이 열린다.

## 배경
1991년 소련의 수도 모스크바에서 일어난 8월 쿠데타로 인해, 많은 소련의 구성국이 독립을 선포하였다. 1991년 8월 31일 우즈베크 SSR의 대통령 이슬람 카리모프는 우즈베키스탄의 독립을 선포하였으며, 같은 날 우즈베키스탄 최고평의회는 우즈베키스탄의 독립을 지지하는 결의안을 채택하였다. 카리모프가 결의안과 독립 법령에 서명한 후, 우즈베크 소비에트 사회주의 공화국은 우즈베키스탄 공화국으로 이름을 바꿨다. 다음 날인 9월 1일은 이 독립을 기념하는 독립기념일로 지정되었으며, 우즈베키스탄의 공휴일이다.

## 주요 행사

### 1992년
1992년 최초로 열린 독립기념일 행사가 처음 열렸다. 우즈베키스탄 전역의 선수들이 모두 모인, 최초의 스포츠 대회가 독립기념일을 전후하여 5일 간 열렸으며, 다브론 살리모프 감독의, 독립 후 1년간을 다룬 영화 이스티클롤(Istiqlol→독립)이 타슈켄트의 '노디라 비김' 영화관에서 상영되었으며, 다른 영화관에서는 우즈베키스탄의 역사와 문화를 다룬 여러 작품들이 연이어 상영되었다. 이슬람 카리모프 대통령은 수도에 있는 독립 광장에서 열린 저녁 행사에서 연설을 진행하였다.

### 1993년
1993년 8월 31일부터 우즈베키스탄의 독립 이후 처음 우즈베키스탄을 방문한 외교 대사들의 사진전이 열렸다. 9월 중에는 타슈켄트에 영어 서적 3만 권을 보유한 "독립 도서관"이 개관하였다.

### 1994년
1994년 8월 30일, 독립 3주년을 기념하여 10숨짜리 기념주화 2종이 발행되었다.
1994년에는 네덜란드 기업의 지원으로 우즈베키스탄에서 "독립컵"이라 이름붙은 축구 대회가 열렸다. 대회는 타슈켄트 중앙의 파흐타코르 경기장에서 열렸으며, 우승 팀에게는 수정으로 만든 공이 주어졌다. 대회는 9월 3일 시작되었으며, NBC를 통해 미국이나 유럽으로도 방송되었다.

### 1995년
1995년 8월 30일, 대통령 이슬람 카리모프는 독립 4주년을 기념하여 우즈베키스탄 영웅 훈장을 수여하겠다고 발표하였으며, 수상자 목록 발표도 뒤따랐다.
9월 1일 당일에 카리모프는 독립광장에서 열린 행사에 참석해 연설하였다.

### 1996년
1996년 8월에는 독립을 기념하는 우표가 발행되었다. 우표에는 우즈베키스탄의 국장과 "9월 1일 - 우즈베키스탄 공화국의 독립기념일"이라는 문구가 새겨졌다.
9월 1일부터는 50숨과 100숨짜리 기념주화 2종이 발행되었다.

### 2016년
9월 1일에 독립 25주년을 기념하는 행사가 열릴 예정이었지만, 당시 대통령 이슬람 카리모프가 심각한 투병 중이었기 때문에 행사가 연기되었고, 예정되었던 TV 연설은 대독자가 읽었으며, 카리모프는 다음 날 사망했다.

### 2018년
독립 27주년 행사일 저녁에 우즈베키스탄 정부는 독립기념일 최초로 타지키스탄 국민의 입국을 제한하지 않기로 결정하였다.

### 2021년
독립 30주년을 맞는 행사였으며, 새로 지어진 얀기 우즈베키스톤 공원과 타슈켄트 인근 정착촌에서 주된 행사가 열렸다. 튀르키예계 기업의 지원으로 지어진 독립 30주년 기념비도 이 날에 공개되었다.

## 독립기념일과 관련된 장소

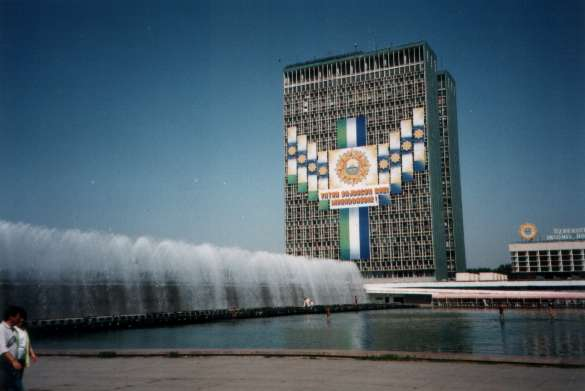
독립기념일을 맞아 단장한 우즈베키스탄 재무부 건물.

- 독립광장
- 우즈베키스탄 독립 기념비
- 독립 도서관

## 같이 보기
- 독립광장 (타슈켄트)
- 소련의 붕괴